# المزبورة (قفل شمر)

تعديل مصدري - تعديل

المزبورة هي إحدى قرى عزلة المخلاف بمديرية قفل شمر التابعة لمحافظة حجة، بلغ تعداد سكانها 142 نسمة حسب تعداد اليمن لعام 2004.